# La Rippe
La Rippe (toponimo francese) è un comune svizzero di 1 158 abitanti del Canton Vaud, nel distretto di Nyon.

## Storia
Nel 1826 la frazione di Tranchepied fu scorporata da Chéserex e assegnata a La Rippe.

## Società

### Evoluzione demografica
L'evoluzione demografica è riportata nella seguente tabella:
Abitanti censiti

## Amministrazione
Ogni famiglia originaria del luogo fa parte del cosiddetto comune patriziale e ha la responsabilità della manutenzione di ogni bene ricadente all'interno dei confini del comune.